# Stonewall (Mississippi)
Stonewall é uma cidade  localizada no estado americano de Mississippi, no Condado de Clarke.

## Demografia
Segundo o censo americano de 2000, a sua população era de 1149 habitantes.
Em 2006, foi estimada uma população de 1104, um decréscimo de 45 (-3.9%).

## Geografia
De acordo com o United States Census Bureau tem uma área de
6,8 km², dos quais 6,8 km² cobertos por terra e 0,0 km² cobertos por água. Stonewall localiza-se a aproximadamente 76 m acima do nível do mar.

## Localidades na vizinhança
O diagrama seguinte representa as localidades num raio de 28 km ao redor de Stonewall.